# حمية الجريب فروت

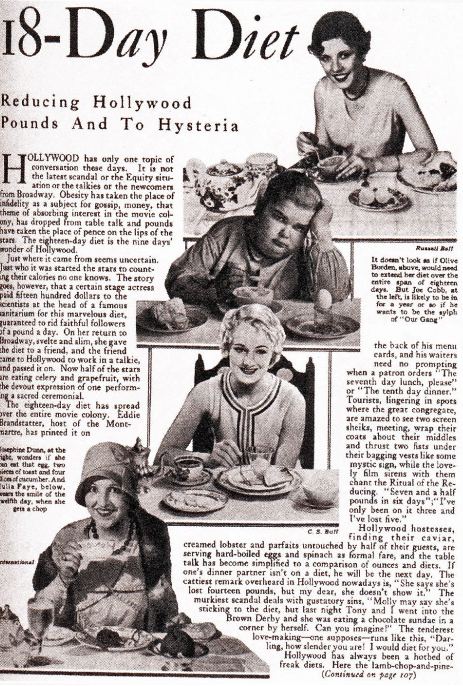

حمية الجريب فروت و ما يعرف أيضاً بحمية هوليود أو حمية مايو كلينيك هو نظام غذائي غير صحيح للمدى القصير، وجد في الولايات المتحدة منذ عام 1930 على الأقل. يعتمد هذا النظام على تناول نصف حبة جريب فروت أو شرب عصير الجريب فروت مع كل وجبة والتخفيف من الوحدات الحرارية غالباً لأقلّ من 800 وحدة حرارية يومياً. تستند هذه الحمية على اعتبار أن الجريب فروت يحتوي على انزيم لحرق الدهون.
إن حمية الجريب فروت التي هي منخفضة الوحدات الحرارية (أقل من 1200 وحدة حرارية يومياً)، الكربوهيدرات أو المغذيات الأساسية تعتبر غير صحية وخطيرة.